# سیارک ۱۳۴۲
سیارک ۱۳۴۲ (به انگلیسی: 1342 Brabantia، نامگذاری:1935CV) هزار و سیصد و چهل و دومین سیارک کشف شده‌است که در ۱۳ فوریه ۱۹۳۵ کشف شد.
قدر مطلق سیارک برابر ۱۱٫۳۵ است.